# Calixto García
Calixto Ramón García Iñiguez (4. srpna 1839 Holguín, Kuba – 11. prosince 1898) byl kubánský generál.

## Život
Zhruba ve věku 18 let se García přidal ke kubánskému povstání, které vyústilo v desetiletou válku za nezávislost na Španělsku (1868–1878). Po pěti letech bojů byl García zajat. Tehdy se nacházel daleko od svého vojska a byl chráněn jen malou jednotkou, jejíž členové byli postříleni nebo zraněni. Aby se vyhnul španělskému zajetí, střelil se zespoda do brady. Kulka však vylétla čelem a ačkoli v tu chvíli upadl do bezvědomí, zranění přežil. Potom byl do konce desetileté války vězněn, nejprve v Havaně, poté byl převezen do severního Španělska. Místy jeho věznění se stal Santander, později Santoña.
Následně bojoval v tzv. malé válce (1879–1880) a ve válce za nezávislost Kuby (1895–1898).
Zemřel na zápal plic ve věku 59 let.

## V literatuře
Jméno generála Calixta Garcíi nese název eseje, kterou v roce 1899 napsal americký spisovatel a filozof Elbert Hubbard jako Poselství Garciovi (A message to Garcia). V této práci vyzdvihl typ člověka, který přebírá zodpovědnost a iniciativně se chápe zadaného úkolu. Takovým člověkem byl podle Hubbarda Andrew Rowan, kterého americký prezident William McKinley v předvečer španělsko-americké války pověřil v zájmu navázání kontaktu s kubánskými rebely doručením poselství právě Calixtu Garcíovi.